# フリスト・ボテフ
フリスト・ボテフ (Христо Ботев　1848年1月6日 - 1876年6月1日)は、ブルガリアの革命家、革命詩人、教育家。著名な革命家ヴァシル・レフスキは革命運動の先師。

## 経歴
現在のブルガリアのカロフェルで生まれた。父ポテョ・ペトコフは教師であり、ブルガリア民族解放運動に関わっていたこともあった。地元で教育を受けた後、オデッサの高校に通う。1865年に高校を出たあと、ベッサラビアやオデッサで教師として教える。
故郷に帰還後、ブルガリア独立運動に身を投じる。この時に解放運動の演説をしたことからルーマニアに亡命を余儀なくされる。革命家ヴァシル・レフスキと出会い意気投合する。ブカレストで共に活動した。運動の傍ら教師としてべッサラビアで教える。また亡命機関紙『亡命ブルガリア人の世界』の編集に携わる。レフスキが官憲に捕縛されたあと、フリスト・ボテフは武装蜂起を決意した。
1875年の暮れにブルガリア中南部の町スタラ・ザゴラで小規模な武装蜂起を行うが準備不足に加えて兵員がわずかだったためオスマン帝国の官憲にあっけなく鎮圧された。フリスト・ボテフはルーマニアに亡命したうえでブルガリアの革命家を結集させて再起をはかる。1876年の初頭にルーマニアで武装蜂起へ向けての準備を始めて、人や武器を備えた。フリスト・ボテフは資金の寄付を呼びかけ、各地を回って義勇兵を募った。またヴォイヴォダとして知られる元ブルガリアのゲリラ指導者に司令官として指揮を依頼したが拒否された。
結果的に準備不足だったが、ドナウ川をくだるため1876年5月の終わりにフリスト・ボテフと約200人余りの一行は1851年にオーストリア帝国のオーブダで建造された全長57メートルであるラデツキー船に乗り込んでベケトから目的地であるドナウ川沿いのコズロドゥイに向かった。ラデツキー船の船長ダゴベルト・エングレンダーは当初コズロドゥイに行き先を変更することを拒否したが、一行の熱意に打たれて快諾してくれた。フリスト・ボテフはコズロドゥイに上陸したあと現地の人々に独立革命を呼び掛けた。フリスト・ボテフは武装蜂起を開始したが、オスマン帝国の正規軍とバシボズク軍が到着後に交戦になって一旦退却した。それからオコルチッツァ山の近くでバシボズク軍と戦った。6月1日、日が暮れるやいなや最後の戦いが始まった。オスマン帝国軍の圧倒的な火力のまえに後退して、やがて兵士が撃った弾丸がフリスト・ボテフを貫いて戦死した。